# Milà-Sanremo 2007
La Milà-Sanremo 2007, 98a edició de la clàssica ciclista Milà-Sanremo, es disputà el 24 de març del 2007. L'espanyol Óscar Freire, tricampió mundial i guanyador de l'edició del 2004, es tornà a imposar a la Via Roma de Sanremo.

## Classificació general
|    | Ciclista            | Equip                        | Temps      |
| 1  | Óscar Freire        | Rabobank                     | 6h 43' 50" |
| 2  | Allan Davis         | Discovery Channel            | m. t.      |
| 3  | Tom Boonen          | Quick Step-Innergetic        | m. t.      |
| 4  | Robbie McEwen       | Predictor-Lotto              | m. t.      |
| 5  | Stuart O'Grady      | Team CSC                     | m. t.      |
| 6  | Erik Zabel          | Milram                       | m. t.      |
| 7  | Gabriele Balducci   | Acqua & Sapone-Caffè Mokambo | m. t.      |
| 8  | Alessandro Petacchi | Milram                       | m. t.      |
| 9  | Vicenç Reynés       | Caisse d'Epargne             | m. t.      |
| 10 | Robert Hunter       | Barloworld                   | m. t.      |